# Hipposideros rotalis
Hipposideros rotalis är en fladdermus i familjen rundbladnäsor som förekommer i Sydostasien. Den är nära släkte med Hipposideros bicolor.
Arten har 45 till 49 mm långa underarmar, en 32 till 39 mm lång svans, 24 till 27 mm stora öron och en vikt av 7,5 till 11 g. Ovansidans päls bildas av hår som är vita nära roten, brun i mitten och mer ljusbrun på spetsen. Undersidans päls är ännu ljusare brun. Hudflikarna på näsan (bladet) är stora och de täcker delar av munnen.
Hipposideros rotalis lever endemisk i centrala Laos. Den vistas i regioner med kalkstensklippor och den föredrar antagligen torra städsegröna skogar. Arten är sällsynt. Vid varje studie fångades bara 2 eller 3 individer. I utbredningsområdet finns flera grottor. Lätet som används för ekolokaliseringen har en frekvens mellan 68,5 och 71,5 kHz.
För denna fladdermus är inga hot kända. Den listas av IUCN som livskraftig (LC).